# Chiesa dei Santi Giovanni Evangelista e Martino di Tours
La chiesa prepositurale dei Santi Giovanni Evangelista e Martino di Tours è un edificio religioso che si trova a Bironico, in Canton Ticino.

## Storia
La costruzione viene citata per la prima volta in documenti storici risalenti al 1205. Successivamente venne sostanzialmente rimaneggiata: nel XIV e XV secolo vennero rifatti la facciata ed il soffitto interno, mentre successive lavorazioni trasformarono l'aspetto complessivo dall'originale romanico all'attuale barocco.
Al 1931 risale il campanile.

## Descrizione
La chiesa si presenta con una pianta a navata unica suddivisa in quattro campate, con soffitto in legno a vista.
Un arco trionfale riccamente ornato introduce al presbiterio, dove trova posto un altare maggiore del 1625. Ulteriori opere d'arte abbelliscono le otto cappelle con affaccio sulla navata.